# The Division Bell
The Division Bell is het voorlaatste studioalbum van Pink Floyd en het tweede album zonder Roger Waters.
Het overbruggende thema van The Division Bell is communicatie en het gebrek aan communicatie.

## Geschiedenis
Douglas Adams, schrijver van Het transgalactisch liftershandboek (The Hitchhiker's Guide to the Galaxy) en bevriend met David Gilmour, koos de naam van het album, gebaseerd op de tekst van "High Hopes", het laatste nummer van het album. Een division bell is een klok die geluid wordt om de leden van een parlement op te roepen om te stemmen in een division. Hierbij wordt het parlement (letterlijk) verdeeld in twee groepen; een die voor de motie is en een die tegen de motie is.
In "Keep Talking" worden samples van de (kunstmatige) stem van de natuurkundige Stephen Hawking gebruikt uit een reclame voor een telefoonbedrijf. Op het eind van het album is te horen hoe Charlie, de stiefzoon van David Gilmour, een telefoongesprek beëindigt met Steve O'Rourke, de manager van Pink Floyd. Charlie was toen 4 jaar.
De afbeelding op de cover van het album is van de hand van de kunstenaar Storm Thorgerson en laat twee hoofden in profiel zien. Dit zijn twee sculpturen van 3 meter hoog van John Robertson, naar een idee van Keith Breeden, die hiervoor in een veld in Cambridgeshire werden geplaatst en onder verschillende omstandigheden gefotografeerd. De sculpturen bevinden zich nu in de Rock and Roll Hall of Fame.
The Division Bell werd goed verkocht, maar werd door critici in eerste instantie gemengd ontvangen. De recensies van de heruitgaven in 2011 en 2014 waren positiever.

## Tracklist
| Nr. | Titel                       | Schrijver(s)                       | Duur |
| --- | --------------------------- | ---------------------------------- | ---- |
| 1.  | Cluster One (instrumentaal) | Gilmour, Wright                    | 5:58 |
| 2.  | What Do You Want From Me    | Gilmour, Wright, Polly Samson      | 4:21 |
| 3.  | Poles Apart                 | Gilmour, Samson, Nick Laird-Clowes | 7:04 |
| 4.  | Marooned (instrumentaal)    | Gilmour, Wright                    | 5:29 |
| 5.  | A Great Day for Freedom     | Gilmour, Samson                    | 4:17 |
| 6.  | Wearing the Inside Out      | Wright, Anthony Moore              | 6:49 |

| Nr. | Titel               | Schrijver(s)                             | Duur |
| --- | ------------------- | ---------------------------------------- | ---- |
| 1.  | Take It Back        | Gilmour, Samson, Laird-Clowes, Bob Ezrin | 6:12 |
| 2.  | Coming Back to Life | Gilmour                                  | 6:19 |
| 3.  | Keep Talking        | Gilmour, Wright, Samson                  | 6:11 |
| 4.  | Lost for Words      | Gilmour, Samson                          | 5:14 |
| 5.  | High Hopes          | Gilmour, Samson                          | 8:31 |

Alle nummers worden gezongen door Gilmour, behalve 6 ("Wearing the Inside Out"), dat gezongen wordt door Richard Wright.

## Bezetting
- David Gilmour - zang, gitaar, basgitaar, lap steel guitar, pedal steel guitar, keyboards, productie
- Rick Wright - keyboards, piano, zang
- Nick Mason - drums, percussie
- Jon Carin - keyboards
- Guy Pratt - basgitaar
- Gary Wallis - percussie
- Tim Renwick - gitaar
- Dick Parry - saxofoon, trompet
- Carol Kenyon - (achtergrond)zang, zang Keep Talking
- Sam Brown - achtergrondzang
- Durga McBroom - achtergrondzang
- Bob Ezrin - drums, productie, componist van Take It Back
- Anthony Moore - tekstschrijver Wearing The Inside Out
- Michael Kamen - orkestarrangementen
- Stephen Hawking - digitale stem op Keep Talking
- Chris Thomas - mixing
- Andrew Jackson - techniek

### Hitnotering
| "The Division Bell" in de Nederlandse Album Top 100 - binnen: 09-04-1994 | "The Division Bell" in de Nederlandse Album Top 100 - binnen: 09-04-1994 | "The Division Bell" in de Nederlandse Album Top 100 - binnen: 09-04-1994 | "The Division Bell" in de Nederlandse Album Top 100 - binnen: 09-04-1994 | "The Division Bell" in de Nederlandse Album Top 100 - binnen: 09-04-1994 | "The Division Bell" in de Nederlandse Album Top 100 - binnen: 09-04-1994 | "The Division Bell" in de Nederlandse Album Top 100 - binnen: 09-04-1994 | "The Division Bell" in de Nederlandse Album Top 100 - binnen: 09-04-1994 | "The Division Bell" in de Nederlandse Album Top 100 - binnen: 09-04-1994 | "The Division Bell" in de Nederlandse Album Top 100 - binnen: 09-04-1994 | "The Division Bell" in de Nederlandse Album Top 100 - binnen: 09-04-1994 | "The Division Bell" in de Nederlandse Album Top 100 - binnen: 09-04-1994 | "The Division Bell" in de Nederlandse Album Top 100 - binnen: 09-04-1994 | "The Division Bell" in de Nederlandse Album Top 100 - binnen: 09-04-1994 | "The Division Bell" in de Nederlandse Album Top 100 - binnen: 09-04-1994 | "The Division Bell" in de Nederlandse Album Top 100 - binnen: 09-04-1994 | "The Division Bell" in de Nederlandse Album Top 100 - binnen: 09-04-1994 | "The Division Bell" in de Nederlandse Album Top 100 - binnen: 09-04-1994 | "The Division Bell" in de Nederlandse Album Top 100 - binnen: 09-04-1994 | "The Division Bell" in de Nederlandse Album Top 100 - binnen: 09-04-1994 | "The Division Bell" in de Nederlandse Album Top 100 - binnen: 09-04-1994 | "The Division Bell" in de Nederlandse Album Top 100 - binnen: 09-04-1994 | "The Division Bell" in de Nederlandse Album Top 100 - binnen: 09-04-1994 | "The Division Bell" in de Nederlandse Album Top 100 - binnen: 09-04-1994 | "The Division Bell" in de Nederlandse Album Top 100 - binnen: 09-04-1994 | "The Division Bell" in de Nederlandse Album Top 100 - binnen: 09-04-1994 |
| Week                                                                     | 01                                                                       | 02                                                                       | 03                                                                       | 04                                                                       | 05                                                                       | 06                                                                       | 07                                                                       | 08                                                                       | 09                                                                       | 10                                                                       | 11                                                                       | 12                                                                       | 13                                                                       | 14                                                                       | 15                                                                       | 16                                                                       | 17                                                                       | 18                                                                       | 19                                                                       | 20                                                                       | 21                                                                       | 22                                                                       | 23                                                                       | 24                                                                       | 25                                                                       |
| ------------------------------------------------------------------------ | ------------------------------------------------------------------------ | ------------------------------------------------------------------------ | ------------------------------------------------------------------------ | ------------------------------------------------------------------------ | ------------------------------------------------------------------------ | ------------------------------------------------------------------------ | ------------------------------------------------------------------------ | ------------------------------------------------------------------------ | ------------------------------------------------------------------------ | ------------------------------------------------------------------------ | ------------------------------------------------------------------------ | ------------------------------------------------------------------------ | ------------------------------------------------------------------------ | ------------------------------------------------------------------------ | ------------------------------------------------------------------------ | ------------------------------------------------------------------------ | ------------------------------------------------------------------------ | ------------------------------------------------------------------------ | ------------------------------------------------------------------------ | ------------------------------------------------------------------------ | ------------------------------------------------------------------------ | ------------------------------------------------------------------------ | ------------------------------------------------------------------------ | ------------------------------------------------------------------------ | ------------------------------------------------------------------------ |
| Nummer                                                                   | 27                                                                       | 1                                                                        | 1                                                                        | 1                                                                        | 1                                                                        | 2                                                                        | 4                                                                        | 4                                                                        | 7                                                                        | 5                                                                        | 6                                                                        | 6                                                                        | 4                                                                        | 4                                                                        | 7                                                                        | 7                                                                        | 14                                                                       | 15                                                                       | 15                                                                       | 12                                                                       | 11                                                                       | 9                                                                        | 9                                                                        | 5                                                                        | 6                                                                        |
| Week                                                                     | 26                                                                       | 27                                                                       | 28                                                                       | 29                                                                       | 30                                                                       | 31                                                                       | 32                                                                       | 33                                                                       | 34                                                                       | 35                                                                       | 36                                                                       | 37                                                                       | 38                                                                       | 39                                                                       | 40                                                                       | 41                                                                       | 42                                                                       | 43                                                                       | 44                                                                       | 45                                                                       | 46                                                                       | 47                                                                       | 48                                                                       |                                                                          |                                                                          |
| Nummer                                                                   | 7                                                                        | 11                                                                       | 14                                                                       | 19                                                                       | 25                                                                       | 31                                                                       | 35                                                                       | 59                                                                       | 63                                                                       | 58                                                                       | 54                                                                       | 53                                                                       | 64                                                                       | 63                                                                       | 63                                                                       | 55                                                                       | 56                                                                       | 58                                                                       | 75                                                                       | 79                                                                       | 90                                                                       | 98                                                                       | 99                                                                       | uit                                                                      |                                                                          |

- MusicBrainz release group: 90878b63-f639-3c8b-aefb-190bdf3d1790

Nummers van Pink Floyd